# 富春江

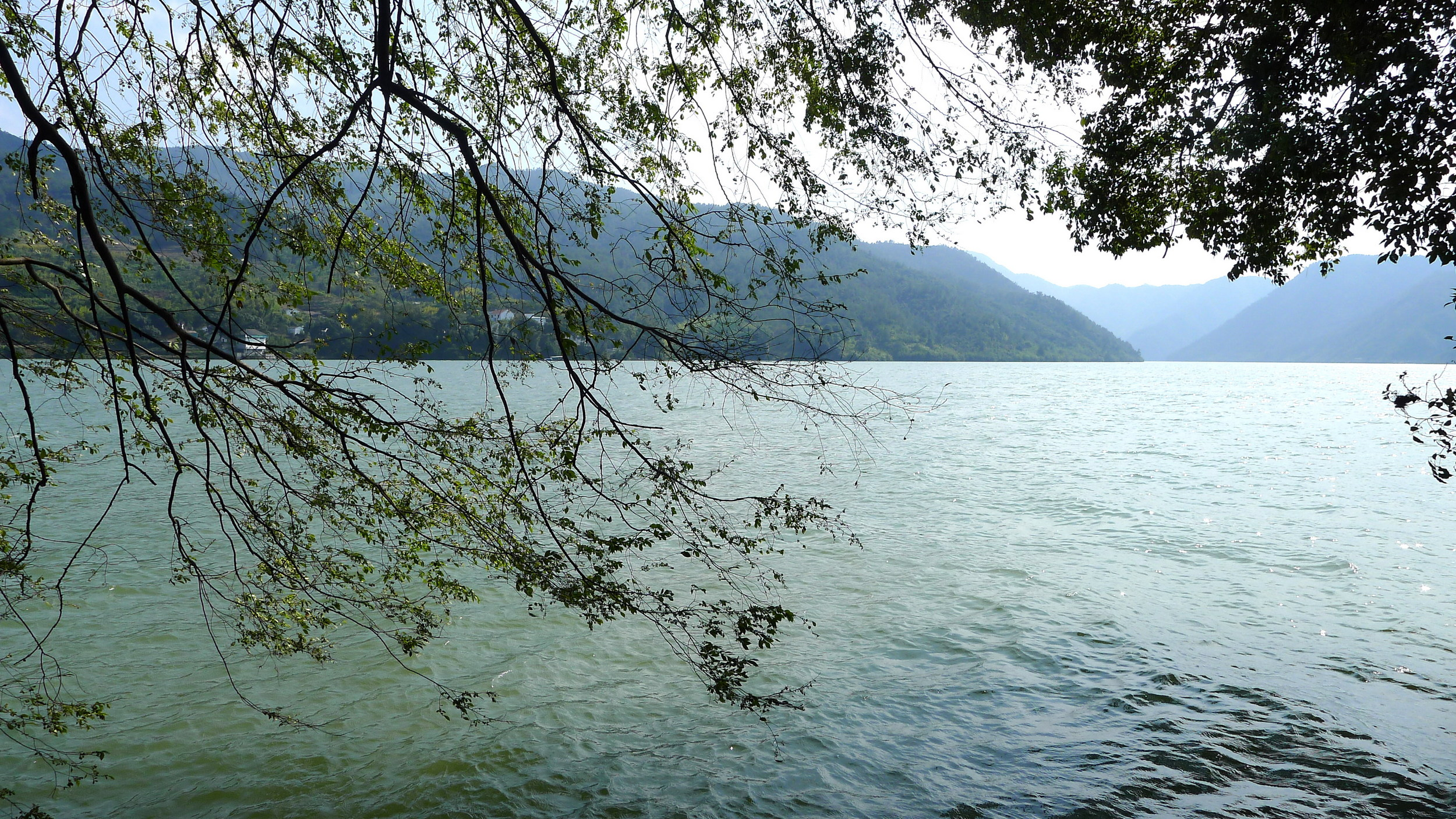
富春江

富春江位于中国浙江省境内，是钱塘江的中游段，上起新安江与兰江汇合处（建德梅城），下至右纳支流浦阳江处（萧山闻堰）。其中，在左纳支流分水江前的河段又称为桐江。
富春江两岸山色清翠秀丽，江水清碧见底，素以水色佳美著称，更兼许多具有浓郁地方特色的村落和集镇点染，使富春江、新安江画卷增色生辉。富春江一带昔有“小三峡”之称，“天下佳山水，古今推富春”。梁文学家吴均《与宋元思书》中描绘了富春江风景（“自富阳至桐庐一百许里，奇山异水，天下独绝。”）。自下游建富春江水电站后，这一带淹为水库，泱泱江水，宛若明镜，两岸青山点点，“七里扬帆”成为当今严陵八景之一。

## 主要景点

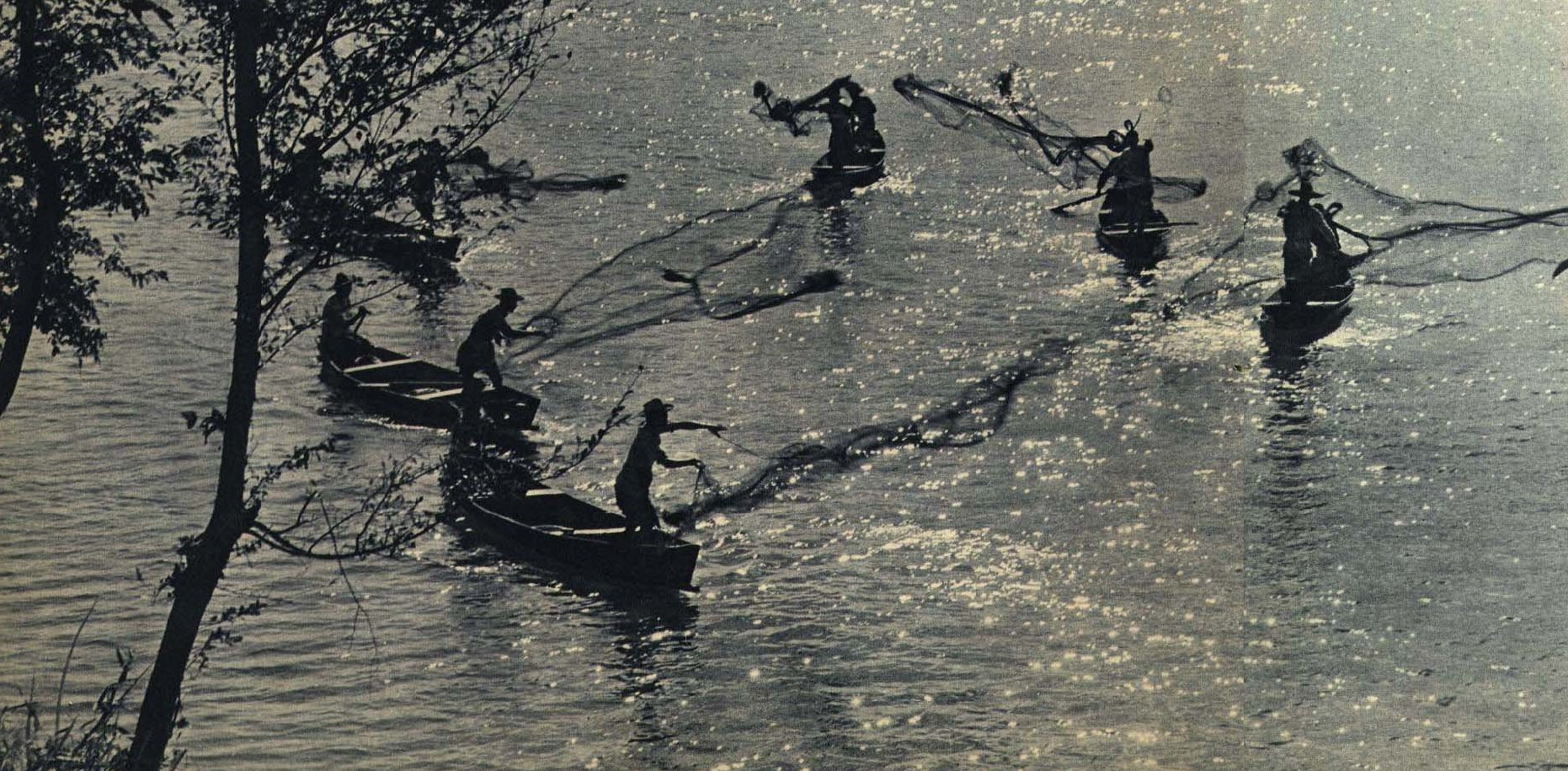
1962年 富春江渔民

- 富春江国家森林公园
- 胥溪
- 葫芦飞瀑
- 梅城古镇
- 双塔凌云
- 七里扬帆
- 严子陵钓台

## 历史文化

### 文学艺术著作
| 作品名称                                         | 作者   | 创作时间（朝代） | 类型 |
| ------------------------------------------------ | ------ | ---------------- | ---- |
| 送王少府归杭州 （页面存档备份，存于）            | 韩翃   | 唐               |      |
| 功名                                             | 陆游   | 南宋             |      |
| 泛富春江                                         | 陆游   | 南宋             |      |
| 读史 （页面存档备份，存于）                      | 陆游   | 南宋             |      |
| 遣怀 （页面存档备份，存于）                      | 陆游   | 南宋             |      |
| 送奚贾归吴 （页面存档备份，存于）                | 郎士元 | 唐               |      |
| 送孙愿 （页面存档备份，存于）                    | 郎士元 | 唐               |      |
| 秋日富春江行                                     | 罗隐   | 唐               |      |
| 送文会上人还富阳                                 | 皎然   | 唐               |      |
| 送陆判官归杭州                                   | 皎然   | 唐               |      |
| 送李判官赴东江                                   | 王维   | 唐               |      |
| 七律·和柳亚子先生                                | 毛泽东 | 1949年4月19日    |      |
| 思平泉树石杂咏一十首·二猿 （页面存档备份，存于） | 李德裕 |                  |      |
| 重忆山居六首·钓石 （页面存档备份，存于）         | 李德裕 |                  |      |
| 早发杭州泛富春江寄陆三十一公佐                   | 权德舆 |                  |      |
| 和进士张曙闻雁寄见                               | 崔涂   |                  |      |
| 夜宿浙江 （页面存档备份，存于）                  | 孙逖   |                  |      |
| 富春                                             | 吴融   |                  |      |
| 与朱元思书 （页面存档备份，存于）                | 吴均   |                  |      |
| 行香子·過七里灘                                  | 苏轼   |                  |      |
| 富春山居图                                       | 黄公望 |                  |      |
| 烏篷搖夢到春江                                   | 葉文玲 |                  |      |

### 影视音像作品
富春山居图

### 传统习俗
九姓渔民水上婚礼。包括三个参与性很强的活动程序：一是游客扮新郎、新娘结婚，拍照留念；二是新郎、新娘向游客“敬三杯”，即敬清茶、敬五加皮酒、敬红枣花生桂圆莲子羹（寓意“早生贵子”）；三是品尝渔家婚宴。